# 貝萊爾 (堪薩斯州史密斯縣)
貝萊爾（英語：Bellaire）是位於美國堪薩斯州史密斯縣的一個非建制地區。

## 地理
貝萊爾所處的海拔為高於海平面571米（即1873英呎），而該地所採用的時區為UTC-6，即北美中部時區（CST）。同時該地設有夏令時間，為UTC-6調快一小時，即UTC-5（CDT）。